# DHC-1 Chipmunk
de Havilland Canada DHC-1 Chipmunk er et tandem, to-sædet, enmotors militært træningsfly, som blev det primære skolefly for Flyvevåbnet, Royal Air Force og mange andre luftvåben i årene efter anden verdenskrig. Chipmunk var de Havilland Canada's første efterkrigsprojekt.
Over 500 af de 1283 canadisk- britisk- og portugisiskbyggede DHC-1 Chipmunk er stadig flyvedygtige, og der bliver flere restaureret hvert år.

## Design og udvikling
Chipmunk'en var designet til at afløse skoleflyet de Havilland Tiger Moth, et traditionelt bygget biplan, der var meget udbredt før og under anden verdenskrig. Wsiewołod Jakimiuk, en polsk ingeniør, der havde designet en række PZL jagerfly før krigen, skabte Chipmunk'en som de Havilland Aircraft of Canada Ltd's første egenhændige design. Den er et helmetals, lavvinget, tandem to-sædet, enmotors fly med et konventionelt halehjuls understel og stofbeklædte kontrolflader. Vingerne er også stofbeklædte agten for hovedbjælken.
En klar plexiglas hood eller dækskærm dækker pilotens/studentens (forreste) og instruktørens/passagerens (bageste) sæder. Chipmunk prototypen, CF-DIO-X, fløj for første gang den 22. maj 1946 fra Downsview, Toronto med testpiloten Pat Fillingham i cockpittet. Fillingham var udlånt af moderfirmaet de Havilland Aircraft Company i England. Produktionsversionen af Chipmunk'en var udstyret med en 145 hk (107 kW) de Havilland Gipsy Major 8 rækkemotor, hvorimod prototypen havde en 145 hk Gipsy Major 1C.
Tre Chipmunk fly, serienumre 1, 10 og 11, blev evalueret af Aeroplane and Armament Experimental Establishment (A&AEE) på flyvestation RAF Boscombe Down i Wiltshire, England. Resultatet blev at den fuldt kunstflyvningsdygtige Chipmunk blev bestilt som det grundlæggende skolefly for Royal Air Force (For eksempel fik Prins Philip sin allerførste flyvetime i en Chipmunk i 1952). Fra april 1950 benyttede Flyvevåbnet også Chipmunk, hovedsageligt ved flyveskolen på Flyvestation Avnø. 
Britisk-byggede og tidlige Canadisk-byggede Chipmunks er visuelt anderledes end de senere Canadisk-byggede RCAF/Libanesiske versioner. De sene Canadisk-byggede fly har en 'boble' hood over cockpittet, hvorimod de tidlige Canadiske og samtlige Portugisisk- eller Britisk-byggede fly har en 'drivhus' hood, sammensat af adskillige stykker plexiglas i en metalramme. De bageste paneler bulner en anelse udad for at give instruktøren bedre udsyn.
Fra 1950erene og frem er Chipmunk'en også blevet et populært civilt fly til så forskellige formål som uddannelse, rekreativ flyvning, kunstflyvning og sprøjtning med plantebeskyttelsesmidler ('crop dusting'). De fleste civile Chipmunks er frasolgte militærfly.
En videreudvikling af Chipmunk'ens cockpit med sædene ved siden af hinanden blev designet med betegnelsen DHC-2, men den gik ikke i produktion.

## Operationel historie

### Canada
RCAF modtog det første DHC-1 Chipmunk i 1948, som den første af en lang produktionsserie af de 217 Chipmunks, der blev bygget i Canada. Chipmunk var det første Canadisk-designede fly, der blev bygget på licens i udlandet, med hovedparten af hjemmeproduktionen leveret til RCAF, men Canadiske Chipmunks blev også solgt til Ægypten, Libanon og Thailand.
Af de 113 i RCAF tjeneste, blev 79 Chipmunks benyttet som begyndertrænere, og 34 tildelt forskellige flyveklubber med henblik på 'opfrisknings'træning for RCAF Reservepiloter.
Det sidste eksemplar forblev i tjeneste som CF træner indtil 1972. Chipmunkens lange tjenestetid var tildels på grund af dens evner som fuldt kunstflyvningsdygtig, og dens fremragende flyveegenskaber, som gjorde det til en fornøjelse at flyve den. Det er, på trods af sin alder, et mekanisk sundt fly, og som en konsekvens heraf er der stadig mange ex-RCAF Chipmunks i drift verden over.

### Storbritannien
Royal Air Force modtog 735 Chipmunks, designeret de Havilland Chipmunk T.10, fabrikeret i UK af de Havilland moderselskabet, i overensstemmelse med Air Ministry specification 8/48 som en afløser for Tiger Moth. Produktionen begyndte i DH's Hatfield fabrik, men blev snart flyttet til deres fabrik ved Hawarden Airport, Broughton tæt ved Chester. Til at begynde med gjorde de tjeneste hos Reserve Flying Squadrons (RFS) under RAF Volunteer Reserve (VR), såvel som ved University Air Squadrons. Chipmunk blev taget i aktiv tjeneste i Cypern under Cypernkrisen i 1958, og benyttet til interne sikkerheds- og overvågningsflyvninger. Otte adskilte fly blev transporteret i lastrummet på Blackburn Beverley transportfly. Efter samling indgik de i 114 Squadron et stykke ind i 1959. Fra 1956 til 1990 blev Chipmunks fra RAF Gatow Station Flight benyttet af BRIXMIS til fordækt rekognoscering over Berlin området. Chipmunk T.10 blev også benyttet af Army Air Corps og Fleet Air Arm for grundlæggende træning.
Chipmunks forblev i tjeneste hos ATC Air Experience Flights indtil 1996 (den sidste AEF der benyttede Chipmunk var No. 10 Air Experience Flight, RAF Woodvale) hvor de blev erstattet med Scottish Aviation Bulldog. De sidste Chipmunks i militær tjeneste bliver stadig brugt af British historic flights – RAF Battle of Britain Memorial Flight (inklusive et af Gatow flyene), og Royal Navy and Army historic flights, for at holde ders piloter i træning med halehjulsfly. Cockpit sektionen fra nogle tidligere RAF Chipmunks er blevet benyttet som stationære trænere. De bliver populært kaldet "Chippax" trænere.
.

### Danmark
Hærens og Søværnets flyveledelse skrev i slutningen af 1949 kontrakt med de Havilland om leveringen af 10 britisk byggede Mk.20 Chipmunks. Flyene ankom i 1950. Fra 1952 blev yderligere 17 fly af samme type leveret. De fleste Chipmunks gjorde tjeneste ved flyveskolen på Flyvestation Avnø, og indtil flyene blev afløst af Saab T-17 i 1976, blev der uddannet over 2500 elever i dem. Prins Henrik fik sin allerførste flyvetime i en Chipmunk 13. juni 1968.
Igennem tiden blev to af flyene overført til mekanikerskolen på Flyvestation Værløse, et solgt til et belgisk flymuseum, to overdraget til Danmarks Flymuseum, og fire havarerede - det ene havari i 1963 desværre med dødelig udgang. Enkelte flys skæbne er ukendt.
De fleste af de resterende 16 Chipmunks blev frasolgt på auktion i 1976, hovedsageligt til civilt brug.

## Varianter

### Produktion
DHC i Downsview, Canada byggede 217 Chipmunks, de sidste i 1956. I alt 1,000 blev bygget af DH i England, først på Hatfield Aerodrome, senere på Hawarden Aerodrome. Yderligere 66 Chipmunks blev licens-bygget af OGMA (Oficinas Gerais de Material Aeronáutico), i Alverca do Ribatejo, Portugal fra 1955 til 1961, for det Portugisiske Luftvåben.

### Canadisk-byggede
DHC-1A-1 (Chipmunk T.1)
Drevet af en de Havilland Gipsy Major 1C motor, kun delvist kunstflyvningsdygtig.
DHC-1A-2
Drevet af en de Havilland Gipsy Major 10 motor, kun delvist kunstflyvningsdygtig.
DHC-1B-1
Drevet af en de Havilland Gipsy Major 1C motor, fuldt kunstflyvningsdygtig.
DHC-1B-2
Drevet af en de Havilland Gipsy Major 10 motor, fuldt kunstflyvningsdygtig.
DHC-1B-2-S1
Drevet af en de Havilland Gipsy Major 10, Royal Egyptian Air Force.
DHC-1B-2-S2
Drevet af en de Havilland Gipsy Major 10, Royal Thai Air Force.
DHC-1B-2-S3 (Chipmunk T.2)
Drevet af en de Havilland Gipsy Major 10, RCAF 'opfrisknings'træning, i tjeneste ved Royal Canadian Flying Clubs.
DHC-1B-2-S4
Version for Chile
DHC-1B-2-S5 (Chipmunk T.2)
Bygget for Royal Canadian Air Force.

### Britisk-byggede
Chipmunk T.10 (Mk 10)
Drevet af en de Havilland Gipsy Major 8 motor for Royal Air Force, 735 bygget.
Chipmunk Mk 20
Militær exportversion af T.10 drevet af en de Havilland Gipsy Major 10 Series 2 motor, 217 bygget.
Chipmunk Mk 21
Civil version af Mk 20 - udrustet til civil standard, 28 bygget.
Chipmunk Mk 22
T.10 konverteret til civil anvendelse. Ændringen involverede en ændring af motorens typeskilt fra Gipsy Major 8 (som er militær) til den civile model 10-2.
Chipmunk Mk 22A
Mk 22 med tankstørrelsen ændret fra 9 til 12 Imperial gallons (fra ca. 40 til 55 l.) i hver side.
Chipmunk Mk 23
Fem konverterede T.10 med de Havilland Gipsy Major 10 Series 2 motor, og udrustet med agrikulturelt sprøjteudstyr.

### Portugisisk-byggede
Chipmunk Mk 20
Militær version drevet af en de Havilland Gipsy Major 10 Series 2 (145 hk) motor, 10 bygget i England, efterfulgt af 66 bygget af OGMA. Fra 1989 og frem blev syv fly opdateret og modificeret ("Supermunk" konvertering) hos OGMA (5) og Indústrias Aeronáuticas de Coimbra (2) for at blive tjenestegørende ved 802 Sqn. "Águias" (Ørnene). Den vigtigste modifikation var installationen af en noget kraftigere 180 hp Continental motor. Deres hovedopgave er at supportere Luftvåbenets kadetters flyveaktiviteter, hovedsageligt indledende egnethedsvurdering, slæb af svævefly og indledende flyvetræning.

### Civile Konverteringer
Masefield Variant
Modifikationer eller konverteringer udført af Bristol Aircraft Ltd. Chipmunk Mk 20, Mk 21, Mk 22 and 22A kunne modificeres. De kunne udstyres med bagagerum i vingerne, en 'boble' hood, strømliniede hjulskærme og forstørrede brændstoftanke.
Super Chipmunk
Et antal Chipmunks blev modificeret i USA som dedikerede kunstflyvningsfly under betegnelsen "Super Chipmunk". Ud over en større motor - en 194 kW (260 hp) Avco Lycoming GO-435 boksermotor - fik flyene omfattende modifikationer inklusive forkortede vinger, optrækkeligt understel, konvertering til enkelsædet layout, autopilot og en røggenerator i halen. Styrepinden blev forlænget med 76 mm for at give bedre kontrol under ekstrem luftakrobatik. Fire fly blev helt eller delvist modificeret.
Turbo Chipmunk
I 1967–1968 blev en enkelt Chipmunk Mk 22A konverteret, testet og fløjet af Hants and Sussex Aviation. Chipmunk'en blev udstyret med en 86.42-kW (116-shp) Rover 90 turboprop motor og ekstra brændstofkapacitet.
Aerostructures Sundowner
En Australsk Chipmunk blev forsynet med en 180 hk (134 kW) Lycoming O-360 flat-four boksermotor, tanke i vingetipperne, clear-view hood og vingebeklædning af metal, og omdøbt "Sundowner Touring Aircraft".
Sasin Spraymaster
Tre Australske Chipmunks blev ombygget til enkeltsædede agrikulturelle sprøjtefly.
Supermunk
Supermunk blev designet og produceret af officerer fra British Gliding Association (BGA). Flyene blev konverteret fra Chipmunks ved at udstyre dem med 180hp Avco Lycoming O-360-A4A motorer, og anvendt som slæbefly for svæveplaner. De blev taget i tjeneste ved Royal Air Force Gliding & Soaring Association (RAFGSA), og er stadigt i brug. De bliver bl.a. benyttet ved større svævekonkurrencer i Storbritannien. De bliver også benyttet af det Portugisiske Luftvåbensakademi som grundlæggende træner og slæbefly.

## Operatører

### Civile operatører
Chipmunk'en er stadigt populær, både med flyveklubber og private ejere i mange lande over det meste af verden.
Der er i øjeblikket registreret 14 aktive civile Chipmunks i Danmark. Dette er betragteligt, da militæret i alt indkøbte 27 stk. Yderligere 7 Chipmunks er i det danske register, men er af forskellige årsager (havari, frasalg etc.) udgået. Samtlige fly er bygget i Storbritannien. På nær en enkelt Mk.21, er de alle af Mk.22.

Ikke mindre end 12 af de 14 aktive fly og deres piloter er medlemmer af den samme brugergruppe, "Chip Chaps". Det gør gruppen til den absolut største Chipmunk brugergruppe i Norden. Gruppens medlemmer mødes regelmæssigt for at øve formationsflyvning, optræde med flyene ved airshows, og have socialt samvær om en fælles hobby.

### Militære operatører
Belgien
- Det Belgiske Luftvåben (nederlandsk: Luchtcomponent, fransk: Composante air) - To fløjet fra 1948 for evaluering.

 Burma
- Burma's Luftvåben (Myanmar Air Force (burmesisk: တပ်မတော် (လေ))

 Canada
- Royal Canadian Air Force

 Ceylon
- Ceylon's Kongelige Luftvåben (Sri Lanka Air Force (SLAF) singalesisk: ශ්‍රි ලංකා ගුවන් හමුදාව Sri Lanka Guwan Hamudawa)

 Danmark
- Flyvevåbnet

 Egypten
- Det Egyptiske Luftvåben (Egyptian Air Force (EAF) arabisk: القوات الجوية المصرية)

 Ghana
- Ghanas Luftvåben (Ghana Air Force (GHF))

 Irland
- Irlands Luftvåben (Air Corps, irsk: An tAerchór)

 Irak
- Iraks Luftvåben (Iraqi Air Force (IQAF or IAF; Arabic: القوة الجوية العراقية, Al Quwwa al Jawwiya al Iraqiya) (kurdish: هێزی ئاسمانی عێراقی))

 Israel
- Israeli Air Force - Kun et fly.

 Jordan
- Det Kongelige Jordanske Luftvåben (Royal Jordanian Air Force (RJAF; Arabic: سلاح الجو الملكي الأردني, Silāḥ ul-Jawu al-Malakī ’al-Urdunī))

 Kenya
- Det Kenyanske Luftvåben (Kenya Air Force (KAF))

 Libanon
- Det Libanesiske Luftvåben (Lebanese Air Force (LAF) (arabisk: {{{1}}} Al Quwwat al-Jawwiya al-Lubnaniyya))

 Malaysia
- Det Kongelige Malaysiske Luftvåben (Royal Malaysian Air Force (RMAF); Malay: Tentera Udara DiRaja Malaysia (TUDM))

 Portugal
- Det Portugisiske Luftvåben (Portuguese Air Force (portugisisk: Força Aérea Portuguesa))
  - Squadron 802, Águias (Sintra)
  - Air Force Academy (Academia de Força Aérea, Sintra)

 Saudi-Arabien
- Det Kongelige Saudiarabiske Luftvåben (Royal Saudi Air Force (RSAF) (arabisk: القوات الـجوية الـملكية الـسعودية, al-quwwāt al-ğawwiyyah al-malakiyyah as-suʿūdiyyah))

 Spanien
- Spaniens Luftvåben (Spanish Air Force (SPAF) (spansk: Ejército del Aire)) - Kun et fly.

 Syrien
- Syriens Luftvåben (The Syrian Arab Air Force (arabisk: القوات الجوية العربية السورية, Al Quwwat al-Jawwiyah al Arabiya as-Souriya))

 Sydrhodesia
- Rhodesisk flyveskole 4 (Rhodesian Air Training Group 4 Flying Training School) - Et fly, WG354 udstillet i South African Airforce Museum.

 Thailand
- Det Kongelige Thailandske Luftvåben (Royal Thai Air Force (RTAF) (thai: กองทัพอากาศไทย, Kong Thap Akat Thai)) - udviklet som RTAF-4.

 Storbritannien
- British Army - Army Air Corps
  - Basic Fixed Wing Flight
  - Army Air Corps Historic Aircraft Flight
- Royal Air Force
  - RAFVR RFS, No.8 Sqn, No.31 Sqn, No.114 Sqn, No.275 Sqn, No.613 Sqn,[22] No.663 Sqn,[23] RAF Gatow (Berlin) Station Flight, University Air Squadrons, Air Experience Flights (Air Training Corps), Battle of Britain Memorial Flight
- Royal Navy - Fleet Air Arm
  - 771 NAS
  - 781 NAS
  - 727 NAS Britannia Royal Naval College Flight
  - Royal Navy Historic Flight

 Uruguay
- Uruguays Luftvåben (Uruguayan Air Force (Fuerza Aérea Uruguaya))

 Zambia
- Det Zambiske Luftvåben (Zambian Air Force (ZAF))

## Specifikationer (DHC-1 Chipmunk)
Reference = "The de Havilland Canada Story" 
- Besætning = 2, elev & instruktør
- Længde = 25 ft 5 in (7.75 m)
- Spændvidde = 34 ft 4 in (10.47 m)
- Højde = 7 ft (2.1 m)
- Vingeareal = 172 ft² (16.0 m²)
- Tomvægt = 1,517 lb (646 kg)
- Max. vægt = 2,014 lb (953 kg)
- Max. takeoff vægt = 2,200 lb (998 kg)
- Motor = de Havilland Gipsy Major
- Effekt = 145 hk (108 kW)
- Max hastighed = 120 kn (222 km/t)
- Marchfart = 90 kn
- Rækkevidde = 225 NM (445 km)
- Max flyvehøjde = 15,800 ft (5200 m)
- Climb rate = 900 ft/min (274 m/min)
- Belastning = 11.709 lb/ft² (57.82 kg/m²)
- Effekt/masse = .072 hk/lb (0.113 kW/kg)

### Fodnoter
1. ↑  Bain 1992, p. 141.
2. ↑  "De Havilland D.H.C. I Chipmunk, OY-DHJ". Hentet 2016-06-15.
3. ↑  "tiger moth | 1946 | 1203 | Flight Archive". Flightglobal.com. Hentet 2014-07-18.
4. 1 2  "de Havilland Canada DHC-1B2 Chipmunk 2." Arkiveret 16. oktober 2013 hos  Wayback Machine Canada Aviation and Space Museum. Retrieved: 26 July 2011.
5. ↑  "De Havilland Canada DHC-1 Chipmunk." Arkiveret 26. august 2011 hos  Wayback Machine Canadian Centennial of Flight, 2009. Retrieved: 26 July 2011.
6. ↑  "de Havilland Canada DHC-1 Chipmunk." Canadian Warplane Heritage Museum. Retrieved: 26 July 2011.
7. ↑  FlyPast No.282 February 2005 pp74-5
8. ↑  Shields et al. 2009, p. 276.
9. ↑  "Chippax." Arkiveret 9. november 2016 hos  Wayback Machine Sywell Museum. Retrieved: 21 July 2011.
10. ↑  "Han får besøg af sine chip-chaps." Arkiveret 22. august 2016 hos  Wayback Machine Nordjyske Stiftstidende. Besøgt: 06 Juli 2016.
11. ↑  "De Havilland Chipmunk Mk 20" Dansk Millitærhistorie. Besøgt: 05 Juli 2016.
12. ↑  "Flyvestation Avnøs 80 års-dag" Flyvevåbnets Historiske Samling. Besøgt: 05 Juli 2016.
13. ↑  Shields et al. 2009, p. 211.
14. 1 2  Jackson 1987, p. 534.
15. 1 2  Niccoli 1998, p. 27.
16. ↑  "Masefield Chipmunk." Flight, 15 July 1960.
17. ↑  Jackson 1987, p. 535.
18. 1 2  Eyre 1983, p. 189.
19. ↑  Taylor, John W. R. Jane's All the World's Aircraft 1982-83. London: Jane's Publishing Company, 1983. ISBN 0-7106-0748-2.
20. ↑  "Danske Chipmunks" Danish Civil Aircraft Register. Besøgt: 06 Juli 2016.
21. ↑  "Chip Chaps" Arkiveret 16. juli 2016 hos  Wayback Machine Brugergruppe. Besøgt: 06 Juli 2016.
22. ↑  Halley 2003, p. 21.
23. ↑  Halley 2003, p. 76.
24. ↑  Hotson 1983, p. 237.

## Eksterne links
- RAF Museum Arkiveret 8. december 2003 hos  Wayback Machine
- National Air Force Museum of Canada Arkiveret 1. september 2015 hos  Wayback Machine
- "The D.H. Chipmunk" a 1947 Flight article
- "The Turbine Chipmunk" a 1967 Flight article on the Rover TP.90 experiments
- "In Vogue Again: The de Havilland Chipmunk" a 1974 Flight article
- Artikel om RAF BBMF (Battle of Britain Memorial Flight)
- Chip Chaps - Dansk Chipmunk brugergruppe Arkiveret 16. juli 2016 hos  Wayback Machine